# NGC 745-1
NGC 745-1 is een spiraalvormig sterrenstelsel in het sterrenbeeld Eridanus. Het hemelobject werd op 27 oktober 1834 ontdekt door de Britse astronoom John Herschel. Het sterrenstelsel bevindt zich dicht bij NGC 745-2 en NGC 745-3.

## Synoniemen
- PGC 7054
- ESO 152-32
- AM 0152-565